# Komarówka (rejon czortkowski)
Komarówka (ukr. Комарівка) – wieś na Ukrainie w obwodzie tarnopolskim, w rejonie czortkowskim.
Przynależność administracyjna przed 1939 r.: gmina Monasterzyska, powiat buczacki, województwo tarnopolskie.
Do 2020 w rejonie monasterzyskim.

## Urodzeni
- Stanisław Niemczynowski